# 2e étape du Tour d'Espagne 1999

La 2e étape du Tour d'Espagne 1999 s'est déroulée le 6 septembre entre Alicante et Albacete.

## Récit
L'Allemand Marcel Wüst remporte au sprint sa 9e étape sur le Tour d'Espagne. Le Français Jacky Durand conserve le maillot de oro.
Durant cette étape courue sous la pluie, plusieurs coureurs dont Roberto Heras sont impliqués dans des chutes. Les Espagnols José Angel Vidal et David Plaza sont contraints à l'abandon.

## Classement de l'étape
|   | Coureur           | Pays      | Équipe           |    | Temps           |
| - | ----------------- | --------- | ---------------- | -- | --------------- |
| 1 | Marcel Wüst       | Allemagne | Festina-Lotus    | en | 4 h 46 min 05 s |
| 2 | Stefano Zanini    | Italie    | Mapei-Quick Step |    | m.t.            |
| 3 | Giovanni Lombardi | Italie    | Deutsche Telekom |    | m.t.            |

## Classement général
|   | Coureur                   | Pays    | Équipe             |    | Temps           |
| - | ------------------------- | ------- | ------------------ | -- | --------------- |
| 1 | Jacky Durand              | France  | Lotto-Mobistar     | en | 4 h 45 min 09 s |
| 2 | Igor González de Galdeano | Espagne | Vitalicio Seguros  | +  | 2 s             |
| 3 | Abraham Olano             | Espagne | Once-Deutsche Bank |    | 3 s             |